# Манојло Палеолог
Манојло Палеолог (грч. Μανουηλ Παλαιολογος, умро септембра 1320. године), је био византијски принц, млађи син византијског цара Михаила IX Палеолога од његове жене царице Марије Хетумид.
Манојло је рођен после 1297. године, син цара - савладара Михаила IX Палеолога и јерменске принцезе Рите Хетумид. Његов отац је био син и цар - савладар цара Андроника II Палеолога, а мајка јерменска принцеза од Киликије – ћерка јерменског краља Лава II, која је у Византији узела име Марија. Манојло је био други син у породици, рођен после брата Андроника, који је рођен 25. марта 1297. године. Као син владајућег цара, Манојло је добио деспотску титулу.
Деспот Манојло Палеолог је умро у септембру 1320. године. Према најчешћој верзији његове смрти, грешком су га убили војници које је његов брат деспот Андроник Палеолог оставио испред куће своје љубавнице, коју је сумњичио за неверство. Љубоморни деспот Андроник је наредио својим људима да убију сваког човека који покуша да уђе у женину кућу усред ноћи. Међутим, једини који је ноћу покушао да уђе у кућу био је деспот Манојло, а Андроникови људи га нису препознали и убили су га. Према речима Георгија Острогорског, у причи се крије породична драма у којој је љубавна афера довела до скандала између два брата, током којег је деспот Манојло највероватније страдао. Манојло Фил је саставио епитаф за сахрану убијеног принца. Манојлово убиство покренуло је низ трагичних догађаја у дому Палеолога – нешто касније, 12. октобра исте године, у Солуну је преминуо његов отац цар - савладар Михаило IX Палеолог, који није могао да поднесе вест о смрти свог сина. Цар Андроник II Палеолог сматрао је свог унука деспота Андроника одговорним за ове трагедије и лишио га престола, што је на крају довело до избијања грађанског рата између деде и унука 1321. године.

## Литератрура
- Nicol, Donald M. (1993), The Last Centuries of Byzantium, 1261-1453, Cambridge: Cambridge University Press, ISBN 9780521439916
- Ostrogorsky, George (1969), History of the Byzantine State, Rutgers University Press, ISBN 0-8135-0599-2
- Trapp, Erich; Beyer, Hans-Veit; Walther, Rainer;  . (2001) [1976–1996], Prosopographisches Lexikon der Palaiologenzeit (на језику: немачки), CD-ROM, Wien: Verlag der Österreichischen Akademie der Wissenschaften, ISBN 3-7001-3003-1